# Honorius IV
Giacomo Savelli (° 1210 – † 3 avril 1287), élu pape à Viterbe le 2 avril 1285 sous le nom d'Honorius IV. Il est consacré le 20 mai 1285. Il est le 190e pape de l'Église catholique Romaine.

## Biographie
Descendant d'une lignée aristocratique romaine, celle des Savelli, Giacomo Savelli avait été nommé cardinal par Urbain IV. Il est le petit-neveu d'Honorius III, dont il prend le prénom pour monter sur le trône pontifical.
Très peu de choses sont connues de sa vie avant qu'il ne soit monté sur le trône papal. Il a étudié à l'université de Paris.
Durant son règne, il élimine des États de l'Église les brigands qui l'infestaient. Le successeur de Charles Ier d'Anjou étant mort en 1285, prisonnier des Aragonais, Honorius IV s'immisce dans les affaires du royaume de Sicile pour combattre les prétentions des Espagnols.
Il excommunie Jacques II d'Aragon, fils de Pierre III d'Aragon, lui aussi mort cette même année, et prend sous sa protection le futur royaume de Naples, possession ayant appartenu à Charles Ier d'Anjou.
Il cède la Sicile aux Aragonais, et obtient néanmoins un statut très favorable pour le clergé. Il encourage les ordres mendiants mais condamne la secte des apostoliques, qui, à Parme prône la pauvreté évangélique. Il meurt le 3 avril 1287.